# Pany de Miquelet
|  | Aquest article tracta sobre l'arma de foc. Vegeu-ne altres significats a «Miquelet (desambiguació)». |

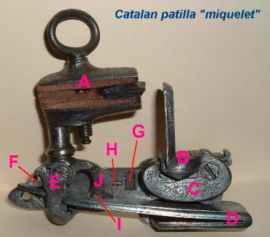
A: Martell (ca). B: Rastell d'acer i tapa de caçoleta. C: Molla brida tapa-rastell D: Molla principal. E: Brida suport del martell (ca). F: Taló del martell (ca). G: Ungla. H: Fiador primàri (amartellat total). I: Fiador de seguretat (Semi-amartellat). J: Pota del davant. K: Cargol pedrer

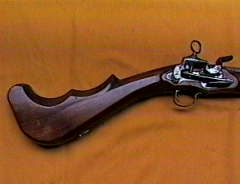
Escopeta amb "pany de miquelet" amb una culata inusual, possiblement per a l'ús de soldats del Presidi de Califòrnia.

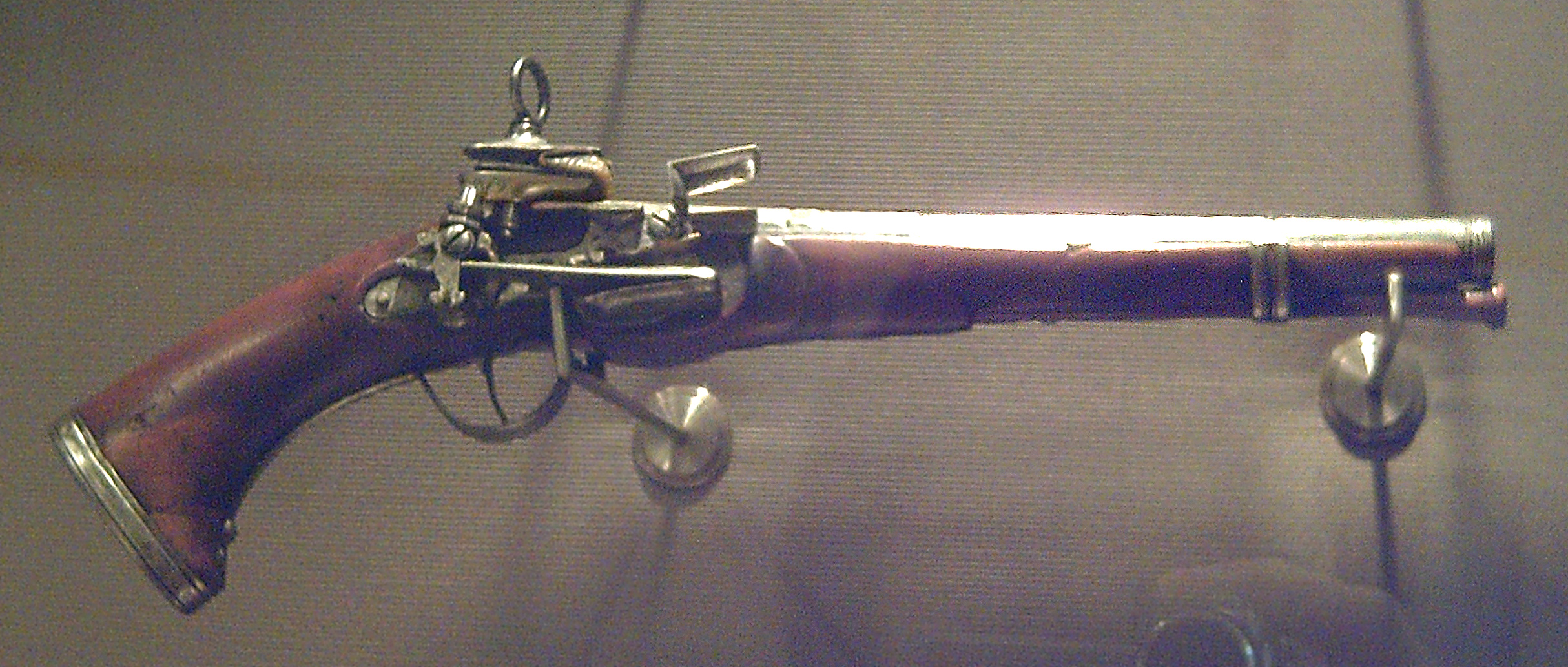
Pistola amb "pany de miquelet" de 1733

Pany de miquelet o clau de miquelet és un terme català, molt utilitzat en el món de parla anglesa (miquelet lock), italiana (a la micheletta) i francesa (platine de miquelet) per referir-se a una forma distintiva de mecanisme de pany de sílex, originalment com un mètode d'encesa d'acer contra pedrenyera, que va predominar a les terres de la Mediterrània i l'Amèrica espanyola, des de mitjans del segle XVI fins a principis del segle xix. Als inicis, i durant bastant temps, se'l coneixia com a pany de rastell, d'aquí va passar a anomenar-se a Catalunya pany de pedrenyal o simplement pedrenyal (concretament a les pistoles de canó llarg) També s'anomenava pany a la catalana, i en castellà fou rebatejat com a llave española o llave de patilla.
Sobre l'origen del nom donat a aquest pany hi ha divergència d'opinions. A l'entorn francès s'atribueix el terme a les tropes franceses que van conèixer als miquelets, que l'empraven, la primera meitat del segle xvii, reportat per Vauban com a "espurna de Miquelet.. una espècie de fusell.. però més bo i més precís", a una carta de 1675 a Lluís XIV sobre la guerra dels segadors, demanant-li la creació d'un regiment en el que dos terços fossin gispeliers, equipats amb "gispes de Miquelet", per raó de la seva gran efectivitat. D'altres, especialment a l'entorn britànic, l'atribueixen a les tropes britàniques durant la Guerra de la Independència, ja que era el pany emprat pels miquelets sota el comandament de Wellington.

## Història
El pany de Miquelet va ser la resposta a la petició de Carles V després de la campanya d'Alger (1541) en què el vent i la pluja van impedir als arquebussers disparar els seus arcabussos (tant de metxa com de roda), apagant les metxes en el primer cas i mullant i fent volar la pólvora en ambdós casos (en obrir la cassoleta per a encendre la pólvora).
Com a mínim, en algun moment abans de 1570 (o abans de 1567 si apliquem el temps passat de la narració), existia ja un model operatiu de "pany de miquelet" (cast. "llave de rastrillo"). La seva invenció té una data molt ben delimitada per una referència del seu ús molt comú a Xàtiva i a València amb anterioritat al 1570, atès que els fets d'armes que relata Ginés Pérez de Hita a Guerras civiles de Granada-...su escopeta de rastrillo... van tenir lloc durant la Rebel·lió de les Alpujarras sufocada el 1571.
Hi va haver prototips desenvolupats per diversos fabricants d'armes entre els quals la família Marquart (armers reials de Madrid), en l'estil del pany de rastell (dit per castellanisme 'pany de patilla') que avui s'anomena "pany de miquelet".
El "pany de miquelet", amb el seu rastell i tapa de cassoleta combinats era l'últim nivell d'innovació que faltava per a fer possible el tipus snaphance estàndard. Va resultar ser així el precursor i company de tots els designats amb el nom genèric de pany de sílex.
Es van produir dues variants principals del "pany de miquelet": El pany de pedrenyal, on el ressort principal empenyia cap amunt el taló del peu del martell i els dos fiadors actuaven contra el dit del peu del martell. L'altra variant va ser la italiana, on el ressort empenyia cap avall la punta del peu del martell i els fiadors actuaven contra el taló del peu del martell.

## Característiques
Els fiadors d'acció lateral, a través de l'ungla de bloqueig, juntament amb el ressort extern en forma de "V" i l'anell-cargol de la mordassa superior són les característiques més importants associades amb el "pany de miquelet". Els experts coincideixen però, que els fiadors d'acció lateral són la veritable característica que defineixen la família, ja que algunes variacions del "pany de miquelet" no tenen el ressort extern i/o el gran anell-cargol superior de la mordassa.

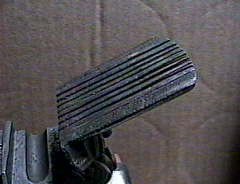
Tapa/rastell del "pany de miquelet".

Una altra característica aparentment omnipresent en el "pany de miquelet" era la cara estriada de la tapa del rastell, o dit d'una altra manera, les ranures verticals del rastell. Inicialment, tota la cara estriada era una placa desmuntable amb un encaix de cua de milà i, sovint anava collada al rastell. Això permetia la substitució de les peces gastades sense haver de refer o canviar el rastell complet.
La cara estriada desmuntable va passar de moda al voltant de 1660-1675, la va substituir el ranurat directe a la cara del rastell, probablement propiciat per un tractament tèrmic millorat en el tremp del rastell.
L'estriat va ser en gran manera eliminat per la influència francesa en els armers Madrid al voltant de 1700. No obstant això, la pràctica d'utilitzar tant la cara estriada desmuntable com integrada, va continuar entre els armers de Ripoll, així com en els armers del nord d'Àfrica i dels dominis otomans.

## Noms

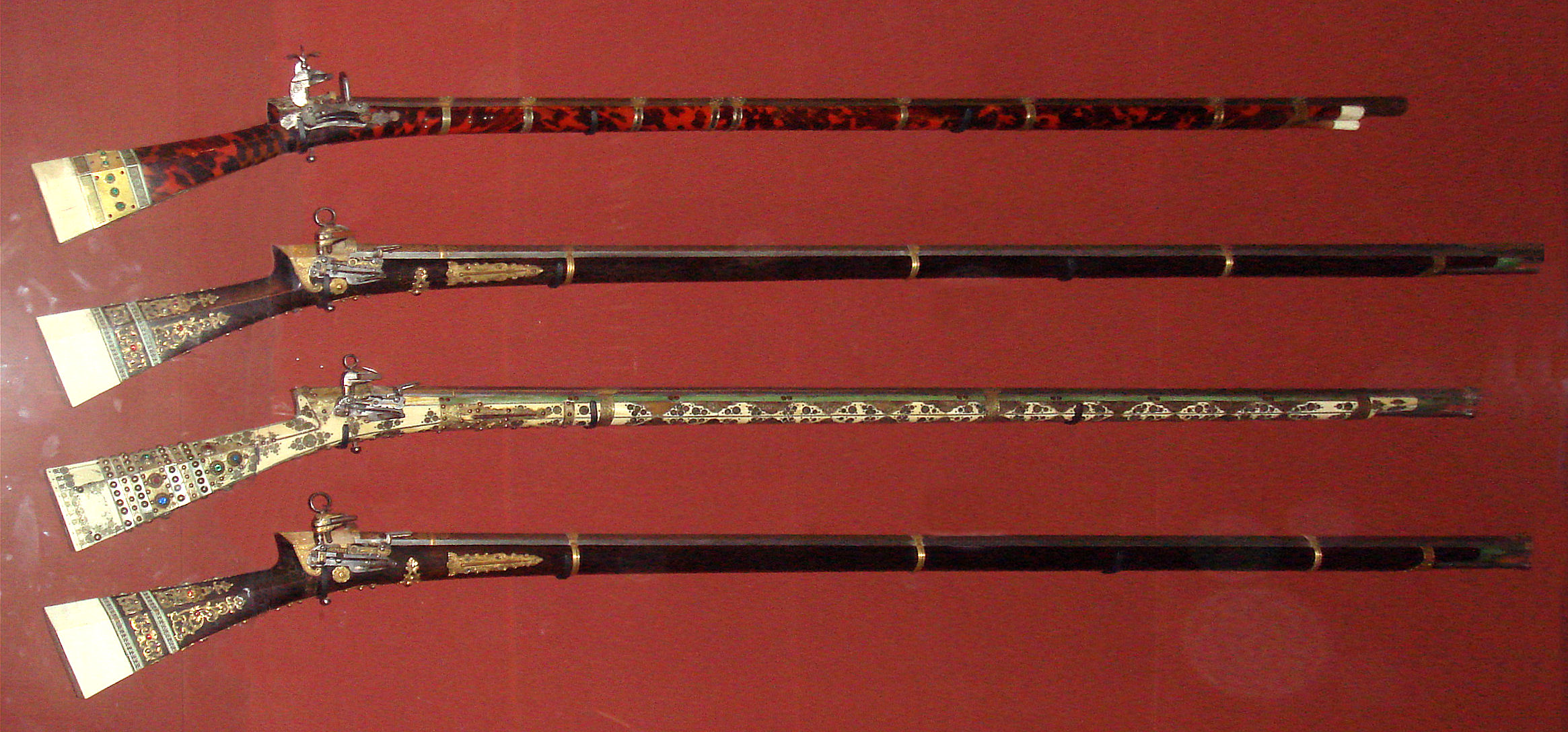
Armes llargues otomanes amb panys de miquelet

El "pany de miquelet" va ser conegut per diversos noms, segons la regió o la variació del disseny. Tradicionalment es va anomenar com pany de pedrenyal a Catalunya i el País Valencià. A Espanya se solia anomenar llave de rastrillo, llave de patilla o simplement llave española. Al Portugal, va ser conegut com a patilha de invenção. Variacions de la llave de patilla van rebre noms com de invenzione, a la romana  o simplement a la italiana.
La versió italiana del pany de patilla es diu alla micheletta, encara que els escriptors seriosos i col·leccionistes a Europa miren d'evitar aquest terme amb un ús més precís de la terminologia pertinent (cronològica i geogràfica), com alla brobana per a la napolitana (Nàpols) varietat de pany amb ressort extern per la seva associació amb la Dinastia borbònica i el Regne de les Dues Sicílies. L'híbrid d'influència francesa era conegut com a pany a la moda  o, més comunament, com a pany de Madrid, una vegada més a causa de la influència borbònica. Tenia l'aspecte del pany d'espurna francès, però era espanyol en l'operació a causa dels fiadors d'acció lateral.
El "pany de miquelet" va ser sovint anomenat pany mediterrani per raó de la seva difusió a les àrees que envolten el Mar Mediterrani, especialment l'esfera d'influència de l'Imperi Otomà. El Miquelet pot haver arribat a l'atenció dels fabricants d'armes a Istanbul en els temps les rutes comercials establertes de ciutats estat italianes a través del port de Ragusa (Dubrovnik) a les províncies en la península dels Balcans. Altres vies, probablement van ser el resultat de botí de les batudes dels corsaris o dels nombrosos conflictes euro-otomans de l'època.
A part hi ha el pany d'agulleta, un contemporani del pany de pedrenyal es va fabricar força a Ripoll, sobretot en una pistola de canó llarg anomenada  Pedrenyal. Ripoll va ser un important centre armer de Catalunya. Curiosament, una còpia del pany d'agulleta, de vegades conegut com a pie árabe-bloqueo, va sobreviure al nord d'Àfrica amb petites modificacions, com Miquelet de la càbila, fins ben entrat el segle xx.
Un pany amb mecanisme de percussió de l'estil del pany de Miquelet es va utilitzar en pistoles i armes esportives fins a l'adveniment de les armes de foc amb cartutx. Un martell en forma de gos o de peix va ser una pràctica comuna en aquests panys de Miquelet a percussió. Panys de Miquelet fets d'aquesta manera van ser especialment ben representats pels fabricants d'armes d'Eibar.

## Per a llegir-ne més
- Agoston, Gabor. Guns for the Sultan: Military Power and the Weapons Industry in the Ottoman Empire. UK: Cambridge University Press, 2005
- Blackmore, Howard L. Guns and Rifles of the World. New York: Viking Press, 1965
- Blair, Claude and Leonid Tarassuk, Editors. The Complete Encyclopedia of Arms and Weapons. New York: Simon and Schuster, 1982
- Brown, M. L. Firearms in Colonial America: The Impact on History and Technology, 1492-1792. Washington, DC: Smithsonian, 1980
- Carpegna, Nolfo di. Brescian Firearms from matchlock to flintlock. Rome: Edizioni De Luca, 1997
- Carpegna, Nolfo di. "A Summary of Notes on Central-Italian Firearms of the Eighteenth Century" in Art, Arms, and Armour: An International Anthology, Vol. I: 1979-80. R.Held, Editor. Switzerland: Acquafresca Editrice, 1979
- Chase, Kenneth. Firearms A Global History to 1700. Cambridge University Press, 2003
- Cipolla, Carlo. Guns, Sails, and Empires: Technological Innovation and European Expansion, 1400-1700. New York: Barnes and Noble, 1996
- Corry, Noel, Major. "Guns and Pistols of Kurdistan and the Caucasus". The Gun Digest, 42nd Edition. Northfield, IL: DBI Books, 1988
- Crosby, Alfred W. Throwing Fire-Projectile Technology Through History. Cambridge University Press, 2002
- Daehnhardt, Rainer, and W. Keith Neal, Translator and Editor. Espingarda Pferfeyta or The Perfect Gun. London: Sotheby Park Benet, 1974
- Garavaglia, Louis A. and Charles G. Worman. Firearms of the American West, 1803-1865. Albuquerque: UNM Press, 1984
- Given, Brian J. A Most Pernicious Thing: Gun Trading and Native Warfare in the Early Contact Period. Ottawa: Carleton University Press, 1994
- Hall, Bert S. Weapons and Warfare in Renaissance Europe. Baltimore: JHU Press, 1997
- Hayward, J. F. The Art of the Gunmaker, Volume I 1500-1660. New York: St Martin's Press, 1962
- Kelly, Jack. Gunpowder: Alchemy, Bombards, & Pyrotechnics. New York: Basic Books, 2004
- Lenk, Torsten. The Flintlock: its origin and development. Translated by G. A. Urquhart, Edited by J. F. Hayward. New York: Bramhall House, 1965
- Lindsay, Merrill. One Hundred Great Guns. New York: Walker and Co., 1967
- Masini, Sergio and Gian Rodolfo Rotasso. Complete Book of Firearms. New York: Portland House, 1988 Translated by Valerie Palmer. Original Publisher: Mondadori, Milan
- McNeill, William H. The Age of Gunpowder Empires, 1450-1800. Washington, DC: American Historical Association, 1989
- Murphey, Rhoads. Ottoman Warfare 1500-1700. New Brunswick, NJ: Rutgers, 1999
- North, Anthony. An Introduction to Islamic Arms. Victoria and Albert Museum Introductions to the Arts. Owings Mills, MD: Stemmer House, 1985
- Parry, V.J., and M. E. Yapp, Editors. War, Technology and Society in the Middle East. London: Oxford University Press, 1975
- Peterson, Harold L. Arms and Armor in Colonial America 1526-1783. Harrisburg, Pa: Stockpole Books, 1956
- Peterson, Harold L. The Treasury of the Gun. New York: Golden Press, 1962
- Russell, Carl P. Guns on the Early Frontiers. Lincoln: University of Nebraska Press, 1957